# Words of advice - William S. Burroughs on the road
Words of advice - William S. Burroughs on the road er en portrætfilm fra 2007 instrueret af Lars Movin og Steen Møller Rasmussen efter eget manuskript.

## Handling
Et portræt af den amerikanske beatgenerations-forfatter William S. Burroughs (1914-1997), baseret på aldrig tidligere viste optagelser fra hans besøg i Danmark i oktober 1983, og fra hans sene år i Lawrence, Kansas.